# Krępa (dopływ Odry)
Krępa – rzeka w województwie zachodniopomorskim, powiecie goleniowskim, dopływ Odry o długości ok. 15 km.

## Charakterystyka
Rzeka ma swoje źródła w Puszczy Goleniowskiej, w okolicach wsi Kąty, na terenie gminy Stepnica. Następnie przepływa przez osadę Gaje, obok miejscowości Budzień oraz Krępsko i wpływa w podmokłe tereny łąk, torfowisk i lasów olsowych Doliny Dolnej Odry. Dolny odcinek, na długości 4,5 km jest południową granicą rezerwatu przyrody "Olszanka". Część dolnego odcinka Krępej posiada obwałowane brzegi, w większości jest jednak rzeką dziką, o znaczeniu jedynie przyrodniczym. Uchodzi do Odry, na granicy miasta Police, gminy Goleniów i gminy Stepnica, jeszcze przed umowną granicą przejścia Odry w Roztokę Odrzańską.
Nazwę Krępa wprowadzono urzędowo rozporządzeniem w 1949 roku, zastępując poprzednią niemiecką nazwę Krampe.